# هيفن
هيفن (بالإنجليزية: Heaven)‏ هي فرقة رقص نسائية رومانية، تتألف من أدينا بوستلنيكو مع شقيقاتهن روكسانا و أليانا و روتشا، نشأت في سنة 2005 في مدينة فاسلوي، حازت أغانيهن على أرباح كبيرة في رومانيا.

## روابط خارجية
- هيفن على موقع ميوزك برينز (الإنجليزية)
- هيفن على موقع ميوزك برينز (الإنجليزية)